# Нуру, Сара
Сара Нуру (нем. Sara Nuru, род. 19 августа 1989 года, Эрдинг, ФРГ) — немецкая фотомодель амхарского происхождения. Она была победителем четвёртого цикла Germanyʼs Next Top Model.

## Личная жизнь
Сара Нуру родилась в многодетной семье переселенцев из Эфиопии, которые иммигрировали в 1986 году в Эрдинг, Бавария. В 1997 году Сара получила награду в Федеральных Молодёжных Играх (нем. Bundesjugendspiele). Семья жила в Эрдинге до 1999 года, пока не переехала в Мюнхен. Нуру свободно говорит на немецком, английском, и арабском языках. Она также немного знает родной язык родителей — амхарский.

## Карьера
Во время учёбы в старшей школе её друг уговорил принять участие в четвёртом цикле конкурса топ-моделей «Germany’s Next Topmodel» в Мюнхене, где девушки борются за главный приз — контракт с модельным агентством IMG Models. Нуру была выбрана в качестве одного из финалистов и получила предложения от Sony Ericsson и Gillette во время соревнований. 21 мая 2009 года, Нуру был объявлена победителем четвёртого цикла и первым победителем неевропейского происхождения. В отличие от трёх предыдущих победителей «Germany’s Next Topmodel», Нуру получила контракт не с модельным агентством IMG Models, но с Heidi Klum GmbH, менеджером которой является отец Хайди Клум, которая является членом жюри конкурса.
Перед тем как победить в Germany's Next Topmodel, Нуру уже имела некоторый опыт в модельном бизнесе. Впервые она появилась в показе мод в Дрездене, в котором участвовала победитель третьего цикла Germany's Next Topmodel Дженнифер Хоф (англ. Jennifer Hof).